# 張萱
張 萱（ちょう けん、生没年不詳）は、中国唐代の宮廷画家。京兆府万年県の出身。

## 生涯
張萱の芸術創作活動は主に唐の開元・天宝年間（713年 - 756年）に集中している。張萱は内廷で供奉しており、集賢院での画直に任ぜられ、宮廷画家の職についていた。他は貴族の仕女の絵に優れ、宮廷や騎馬で有名である。彼とやや後の仕女画家の周昉は絵画史上で並び論ぜられる。彼の作品は現在すでに残っていない。2つの重要な摹本（模作）が伝わっている。宋の徽宗が臨模したという『虢国夫人遊春図』と『搗練図』である。
張萱の絵画の題材は宮廷内の人物の活動であり、彼の人物画は宮廷内に限られていた。しかし比較的膨大な情景を展開することにより、多くの絵のジャンルの造型手法と表現技巧を手に入れた。張萱の精緻な画力は根本から仕女画の人物画の中で重要な地位を確立した。仕女画の多くは貴族の女性や宮妃やその他の女性の宮廷生活の情景を描いた。張萱の描く仕女のイメージと周昉の作品中のイメージには共通性がある。だいたいの女性は豊満で化粧が鮮やかであり、用筆は細やかで、色合いは均一である。張萱の仕女画は人物画史で大きな影響を与えた。